# Улица Осьмова
Улица Осьмова — короткая, около 200 м, улица города Владимир. Расположена в исторической части города, проходит от Большой Московской улицы до Ильинской-Покатой улицы.

## История

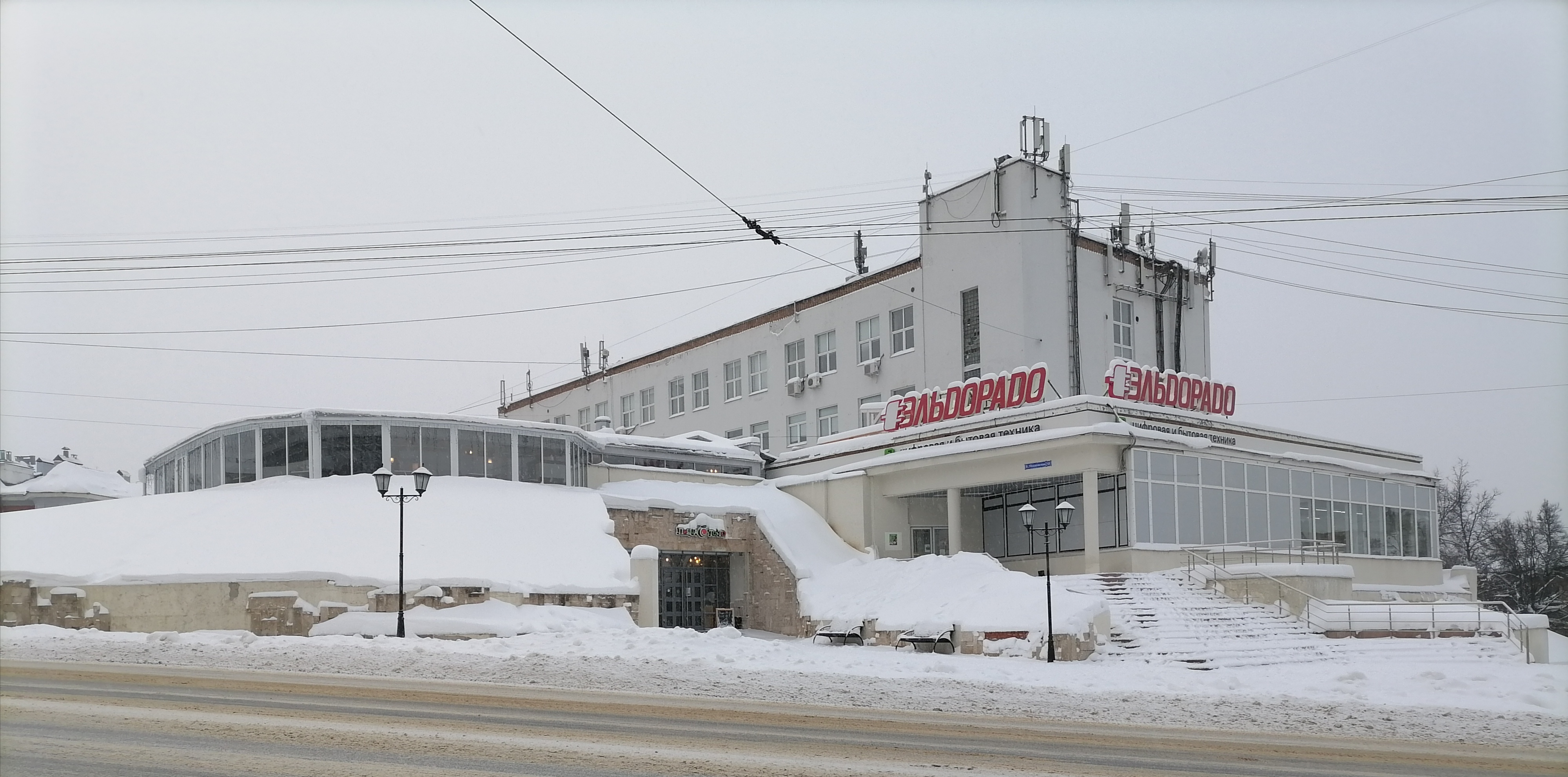
Деловой центр «Нерль»

Историческое название, Ивановская улица, было дано по близ расположенной Иоанно-Богословской церкви (находилась на месте современного д. 92а по ул. Большой Московской). Проходит по границе древнего Владимирского городища (Ветчаный город), по нечётной стороне улицы сохранились остатки древнего оборонительного (Ивановского) вала.
В 1893 году по улице от вокзала в город прошёл В. И. Ленин, прибывший на встречу с местным революционером-марксистом Н. Е. Федосеевым, впрочем так и не состоявшуюся.
В 1927 году постановлением президиума горсовета (протокол № 55 от 24 декабря 1927 г.) была переименована в честь видного деятеля советского государства К. Е. Ворошилова (1881—1969). С 1961 по 1967 — Коммунистическая улица.
Современное название с 6 октября 1967 года (решение исполкома горсовета № 1106 от 6 октября 1967 г.) в честь русского революционера Николая Михайловича Осьмова (1891—1962), организатора установления советской власти в г. Гусь-Хрустальный.
В советское время (1968 год) на месте снесённой ветхой застройки на нечётной стороне улицы было построено здание гостиницы и ресторана «Нерль».
18 сентября 1991 года на 14 сессии Владимирского городского Совета народных депутатов была утверждена Программа топонимической реставрации города Владимир, в том числе список улиц, чьи исторические названия подлежат восстановлению, улица Осьмова в их числе.

## Достопримечательности
д. 6 — Поликлиника областного противотуберкулёзного диспансера

## Известные жители

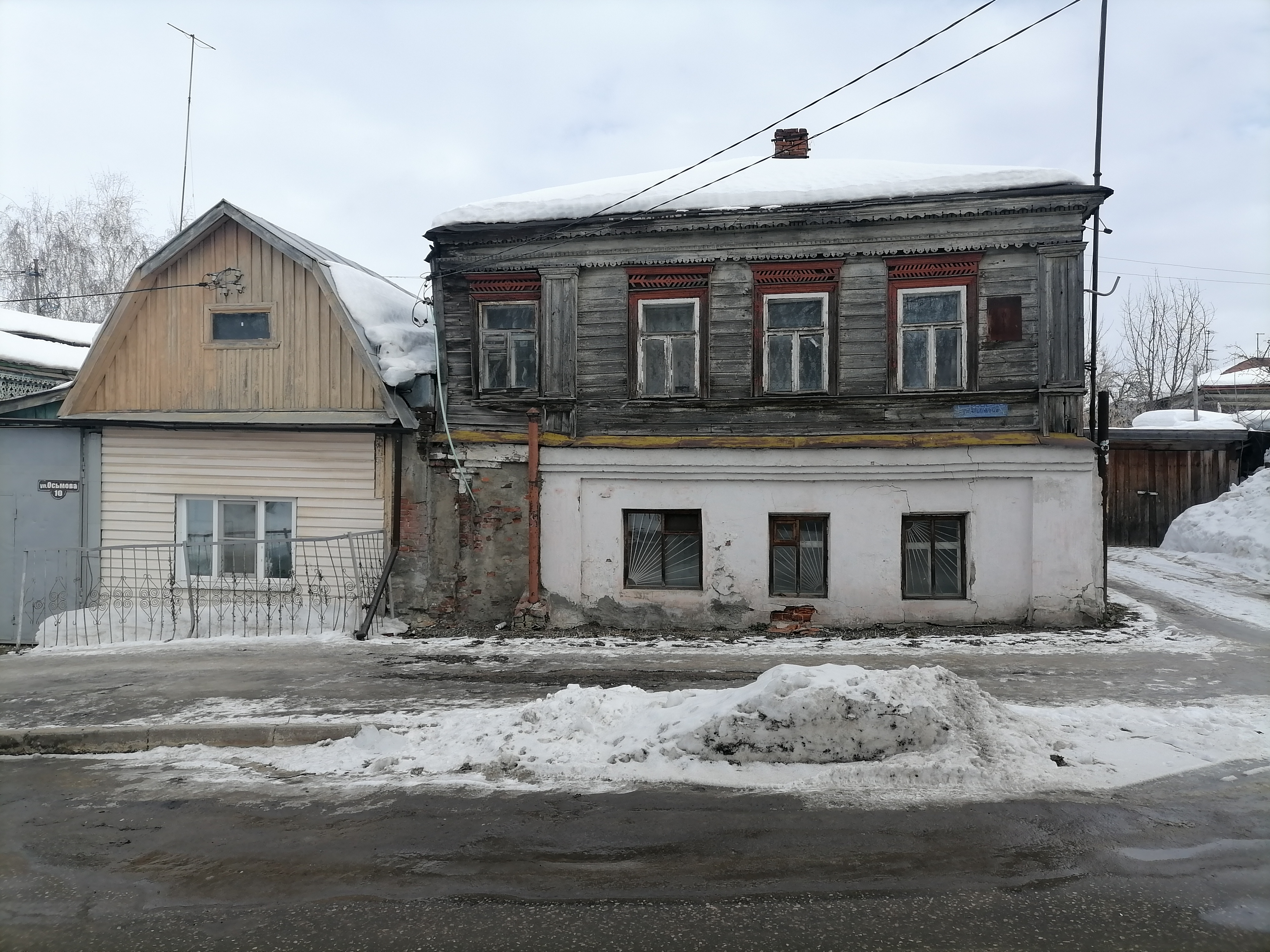
Осьмова, 8 и 10 (слева)

д. 10 — В. А. Зворыкин

## Улица в литературе
На улице происходит ряд эпизодов детектива Александра Васина «Приди и победи».